# Teddy Allen
Teddy Allen (Phoenix, 7 juni 1998) is een Amerikaans basketballer.

## Carrière
Allen speelde van 2017 tot 2022 collegebasketbal voor de West Virginia Mountaineers, Wichita State Shockers (speelde niet), Western Nebraska Cougars, Nebraska Cornhuskers en New Mexico State Aggies. In 2022 werd hij niet gekozen in de NBA draft en speelde daarna in de NBA Summer League voor de Denver Nuggets. Hij tekende daarna bij de Scarborough Shooting Stars uit de Canadian Elite Basketball League. In november 2022 werd bekend gemaakt dat hij ging spelen voor de Wichita Sky Kings uit The Basketball League. In mei 2023 tekende hij bij de Winnipeg Sea Bears opnieuw uit de CEBL. In november 2023 tekende hij in de Belgische competitie bij Leuven Bears. Begin december 2023 werd zijn contract ontbonden nadat hij niet speelgerechtigd geraakte samen met Victor Bailey Jr..
Midden december 2023 tekende hij in de Britse competitie bij Leicester Riders. Hierna ging hij opnieuw spelen voor het Canadese Winnipeg Sea Bears uit de CEBL maar mocht in juni alweer vertrekken. Hij tekende begin juli 2024 voor reeksgenoot Saskatchewan Rattlers. Eind oktober 2024 tekende hij een contract bij de Rio Grande Valley Vipers.

## Privéleven
Zijn broer Timmy Allen is ook een basketballer.

## Erelijst
- CEBL Player of the Year: 2023
- All-CEBL First Team: 2023